# Talicada nyseus
Talicada nyseus is een dagvlinder uit de familie van de Lycaenidae, de kleine pages, vuurvlinders en blauwtjes. 

## Kenmerken
De spanwijdte van de vlinder is 30 tot 36 millimeter. De bovenkant van de vleugels is zwartbruin, behalve achteraan de achtervleugels, waar grote oranje vlekken zitten. De onderkant van de vleugels is juist wit, met zwarte stippen en een zwart-oranje band aan de rand. Het is een zwakke vlieger, en wordt altijd in de buurt van zijn waardplanten aangetroffen.

## Verspreiding en leefgebied
De vlinder komt verspreid over het Oriëntaals gebied voor, in de zuidelijke gebieden van India en in Sri Lanka.

## Waardplanten
De waardplanten zijn Kalanchoe laciniata en Kalanchoe pinnata uit de familie Crassulaceae (vetplanten).

## Foto's

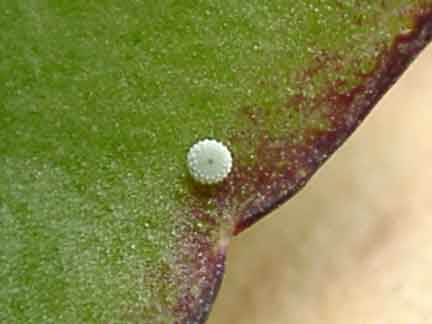
ei
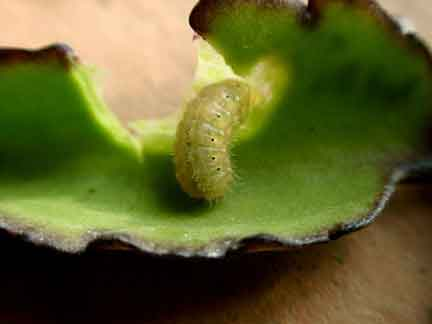
rups
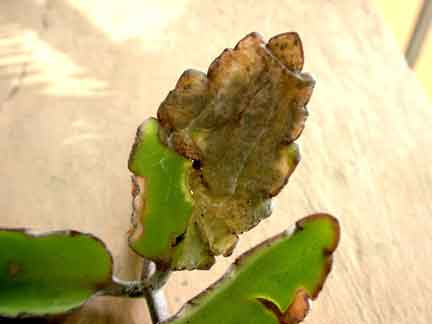
angevreten blad
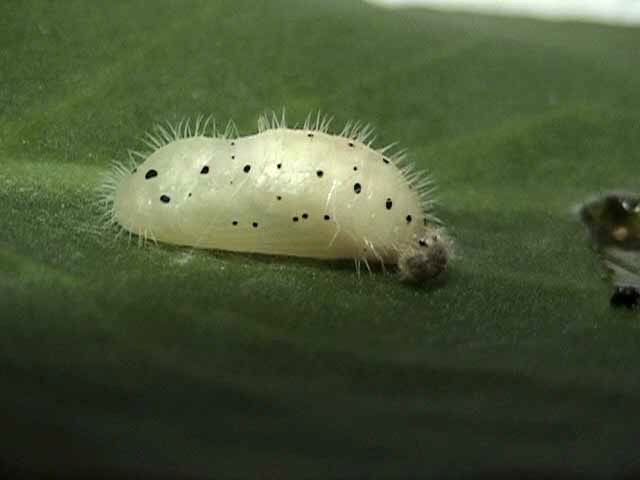
pop